# 燕山大街街道
燕山大街街道，是中华人民共和国河北省秦皇岛市海港区下辖的一个乡镇级行政单位。

## 行政区划
燕山大街街道下辖以下地区：
迎春里社区、燕北里社区、铁新里社区、燕山小区第一社区、燕山小区第二社区和天洋新城社区。